# Andsjön (Undersåkers socken, Jämtland, 701633-136935)
Andsjön är en sjö i Åre kommun i Jämtland och ingår i Indalsälvens huvudavrinningsområde.